# 岩崎孝子
岩崎 孝子（いわさき たかこ、1888年（明治21年）7月11日 - 1975年（昭和50年）9月10日）は、日本の華族。岩崎小弥太男爵夫人。島津珍彦男爵令嬢。母は島津斉彬の四女・典子。虎屋が販売するゴルフボールを模した最中「ホールインワン」を考案した人物として知られる。

## 来歴
1888年（明治21年）生まれ。華族女学校に学び、1907年（明治40年）、岩崎小弥太と結婚した。夫の小弥太は来客の多い人物であったが、そうした来客の接待は妻の役割であった。大正末期、孝子は夫がゴルフ大会の後に催したパーティーに手土産としてゴルフボールを模した菓子を出すことを思いついた。これは当時はまだ高価だったゴルフボールがもらえると喜んだ来客がよく見ると、実際には菓子である、という趣向であった。当時岩崎家に出入りのあった虎屋に作らせた菓子は好評で、後に虎屋が「ゴルフ最中」の名称で（1934年に「ホールインワン」に改称）販売するようになった。
敗戦直後の1945年12月に夫の小弥太が没した。その後進められた財閥解体に伴う措置により、岩崎孝子は他の一族10人とともに財閥家族に指定され、財産を持株会社整理委員会に管理される身となった。戦後は旧財閥の一族が上位から減少する中でも長者番付に名を連ねたが、滅多に上京することもなく熱海で過ごした。87歳で脳出血により熱海市林ヶ丘の自宅で死去、残されていた美術品は義理の息子にあたる岩崎忠雄により、大部分が静嘉堂文庫に寄贈された。